# Roberto Balado
Roberto Balado Méndez (Jovellanos, 15 febbraio 1969 – L'Avana, 2 luglio 1994) è stato un pugile cubano, medaglia d'oro alle Olimpiadi di Barcellona 1992 ed è stato 3 volte campione mondiale dei dilettanti nel 1989, 1991 e nel 1993, sempre nei pesi supermassimi.
È stato inoltre 5 volte campione cubano. Nel 1992, alle olimpiadi di Barcellona 1992, ha ricevuto la Coppa Val Barker come pugile con la miglior tecnica del torneo.
Balado è morto in un incidente ad un passaggio a livello a L'Avana il 2 luglio 1994.

## Risultati olimpici
- Batte Tom Glesby ( Canada) 16-3
- Batte Larry Donald ( Stati Uniti) 10-4
- Batte Brian Nielsen ( Danimarca) 15-1
- Batte Richard Igbineghu ( Nigeria) 13-2